# Morihei Ueshiba
Pour les articles homonymes, voir Ueshiba.
Dans ce nom, le nom de famille, Ueshiba, précède le nom personnel.
Morihei Ueshiba (植芝 盛平, Ueshiba Morihei, 14 décembre 1883 - 26 avril 1969) est le fondateur de l’aïkido. En adaptant les techniques de combat ancestrales japonaises, il a contribué, avec Jigorō Kanō et Gichin Funakoshi, à la conservation de ce savoir menacé d’oubli par la modernisation de la société japonaise.
Après avoir contribué à la militarisation des esprits dans les années 1930 en développant l’aïkibudo dans les écoles militaires et divers lieux de pouvoir ,,,, sa quête personnelle ainsi que le traumatisme lié à la défaite japonaise de 1945 l’amenèrent à modifier son approche martiale en « voie de l’harmonie », rejetant toute idée de compétition suivant en cela les paroles de l’empereur Hirohito lors de son allocution en 1945 : « Nous avons résolu d’ouvrir la voie à une ère de paix grandiose pour toutes les générations à venir ». Ainsi, l’aïkido fut le premier art martial à être de nouveau autorisé par les autorités américaines d’occupation dès 1948,.

## Biographie
Morihei Ueshiba naît de Yokoru et Yuki Ueshiba, des propriétaires terriens, le 14 décembre 1883 (16e année de Meiji) à Tanabe au Japon. Enfant de faible constitution et souvent malade, mais plus intelligent que la moyenne, il étudie le chinois et la religion bouddhiste sous la direction d’un prêtre shingon. Il porte un intérêt marqué à la prière et la méditation. Pour se renforcer physiquement, son père le pousse à pratiquer le sumo et la natation dès l’âge de 10 ans.
En 1901, le père de Moriheï et des proches de sa famille, Yoroku et Zenzo Inoue (beau-frère de Moriheï), l’encouragent à partir pour Tokyo, en tant qu’apprenti chez Koshiro Inoue pour l’aider dans ses affaires situées dans le quartier Asakusa. Il étudie alors le ju-jitsu de la koryu (école ancienne) Tenshin Shin’yo Ryu sous la direction de Tokusaburo Tozawa. Moins d'un an après, atteint de béribéri, il retourne à Tanabe. Il s’astreint alors à se forger un corps neuf et solide en pratiquant les exercices physiques les plus durs[réf. souhaitée]. En 1903, il épouse Itogawa Hatsu.

### Carrière militaire
À 20 ans, il réussit à s’engager dans le 61e régiment d’infanterie de Wakayama malgré sa petite taille (1,56 m), où il apprend le juken jutsu (combat à la baïonnette). Il participe à la guerre russo-japonaise comme caporal en Mandchourie, devient sergent par son aptitude au combat, puis quitte l’armée en 1906 et retourne à Tanabe. Durant son service militaire, il étudia les techniques (principalement à mains nues) de l’école goto du Yagyu Shingan-ryu dirigée par Masakatsu Nakai. Il continua cet entraînement après sa démobilisation et il reçut un diplôme de niveau intermédiaire de Masanosuke Tsuboi (non-signé) en 1908 ou 1910 selon les sources,.

### Arts martiaux
Les années qui suivent son service militaire sont difficiles pour Morihei qui tarde à trouver sa voie dans les affaires tandis que son neveu, Yoichiro Inoue, s’avère être un garçon indiscipliné, se faisant même expulser de son école. C'est pourquoi, vers 1911, le grand-père de Yoichiro, Yoroku, avec le soutien de Zenzo, décide d’inviter à Tanabe un jeune professeur de judo nommé Kiyoyuki Takagi qui voyageait dans la région pour qu’il enseigne à Morihei et Yoichiro.
En 1910, le gouvernement japonais lance un projet de repeuplement de Hokkaidō. Il est clair que la famille Inoue était parmi les participants actifs du développement de cette région, qui étaient en lien avec leurs intérêts commerciaux. Zenzo, en tant que patriarche de la famille Inoue, organise avec son beau-père Yoroku (le père de Morihei Ueshiba) l’envoi de volontaires à Hokkaido. Dans ce contexte, Morihei a probablement été choisi pour remplir diverses fonctions d’encadrement sous la direction de Zenzo et Yoroku. Le groupe d’environ 80 personnes part donc en 1912. C'est l’année de la naissance de la fille de Morihei, Hatsuko. Les colons fondent alors la ville de Shirataki. La vie est très dure, l’hiver très long, les récoltes mauvaises.
En 1915, Morihei âgé alors de 32 ans participe à un séminaire privé menée par un expert de ju-jutsu (daitōryū jujutsu, héritier du clan Takeda) nommé Sokaku Takeda dans la ville voisine d’Engaru. Ueshiba l’invite à rester chez lui pour devenir son disciple et Takeda lui enseigne son art ainsi qu’à une quinzaine de personnes de Shirataki. Il reçoit un diplôme d’instructions du premier degré du daitōryū en 1917.
En juillet 1917 naît le fils ainé de Moriheï, Takemori. Cette même année, un incendie engendré par un défriche-brûlis non contrôlé détruit 80 % des constructions du village dont la maison Ueshiba. Cependant celui-ci décide de rester et encourage la reconstruction. Il est élu au conseil du village de Yubetsu composé de 12 membres en juin 1918. À cet égard, il suit les traces de son père Yoroku  qui avait servi en tant que membre du conseil de la ville de Tanabe pendant de nombreuses années.
En 1919, c'est la naissance de son deuxième fils Kuniharu. Fin novembre, il apprend que son père est gravement malade. Il abandonne ses biens à maître Takeda et part pour Tanabe. En chemin, sur proposition d’un compagnon de voyage, il décide de rencontrer Onisaburô Deguchi, cofondateur de la religion Ōmoto-kyō inspirée du shintō, dont il avait déjà entendu parler par son neveu Yoichiro Inoue et la famille Inoue dès 1917. Malgré ses prières il arrive trop tard, son père étant décédé peu avant son arrivée à Tanabe le 2 janvier 1920 à l’âge de 76 ans.

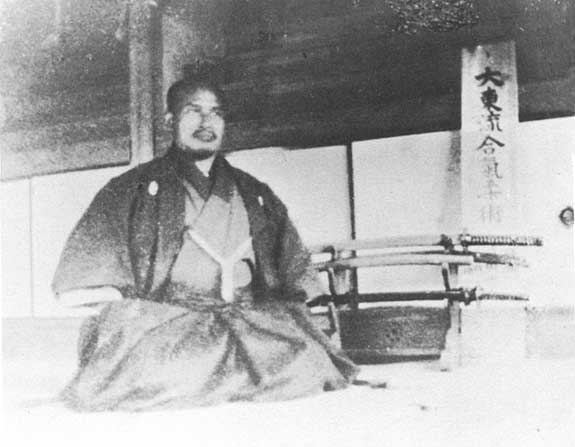
Morihei Ueshiba à Ayabe, à 38 ans en 1921.

Moriheï retourne alors auprès d’Onisaburô à Ayabe en compagnie de sa femme et de ses trois enfants. Malheureusement, au cours de la même année, il perd alors ses deux fils de maladies infantiles : Takemori (trois ans) meurt au mois d’août, son second fils Kuniharu (un an) en septembre, ainsi que sa mère Yuki. En 1921, c'est la naissance de Kisshomaru Ueshiba. À Ayabe, Moriheï ouvre le dōjō «Ueshiba Juku» pour les adeptes de la religion Ōmoto. Il y développe sa propre idée du budō. De nombreux intellectuels, officiers, politiques se rendent à Ayabe pour rencontrer Onisaburô, «un homme charismatique, artiste, outrageux et plein de spiritualité qui d’après son petit-fils avait l’habitude d’effrayer les servantes en leur montrant ses parties génitales». Pendant cette période, Morihei recevra souvent la visite de maître Takeda. Sa notoriété grandit, son art prend les noms successifs de daitōryū ju jutsu, puis daitōryū aiki ju jutsu, puis aikijujutsu en 1922, l’année où sa mère décède et aussi celle où il reçoit à la fin du séjour (près de 6 mois) chez lui de maître Sokaku Takeda le certificat de «kyori dairi» (professeur assistant).
En 1924, maître Deguchi fait appel à lui pour l’accompagner dans une aventure en Mongolie. Le but aurait été de fonder un royaume utopiste, centre spirituel pour l’amour et la fraternité universelle, selon les principes de l’Ōmoto-kyō. Mais on peut aussi interpréter cette aventure comme le reflet de l’expansionnisme nippon à cette époque, car la volonté des nationalistes japonais était d'étendre considérablement la zone d'influence de leur pays dans l’Est du continent asiatique. De nombreuses sociétés secrètes et réseaux d’espionnage opéraient à cette fin dont la plus connue était la Société du Dragon noir (fondée par un activiste d’extrême droite, Rohei Ueda, en 1901). Yutaro Yano, un commandant de marine à la retraite membre de cette société, invita Onisaburō en Mongolie afin de faciliter la prise de pouvoir des Japonais dans le pays. Le 13 février 1924, Onisaburō, Ueshiba et quelques personnes proches, partent donc pour la Mongolie et s’associent à un militaire rebelle Lu chang K’uei en activité dans la région. Mais ils sont rapidement capturés par des troupes chinoises, condamnés à mort et ne doivent leur survie qu’à l’intervention in extremis du Consulat japonais,. Dans une autre version des faits, les Chinois étaient réticents à fusiller le groupe afin de ne pas provoquer la colère des Japonais, toujours prompts à venger leurs compatriotes,.
De retour au Japon, la réputation de Moriheï Ueshiba ne cesse de s’étendre. D’importantes personnalités du monde politique ou militaire lui rendent visite. Il compte, parmi ses élèves en daitōryū, un certain nombre d’officiers de marine dont l’éminent Amiral Seiko Asano, lui aussi adepte de la religion Ōmoto, et l’amiral Isamu Takeshita. Très impressionné, celui-ci fait de son mieux pour que Morihei puisse faire des démonstrations et diriger des stages à Tokyo. Parmi les protecteurs de Ueshiba figure également Gombei Yamamoto, amiral en retraite, qui a été Premier ministre du Japon à deux reprises.
Au printemps de l’année 1925 survient un évènement qui modifie radicalement la vision que Ueshiba porte sur les arts martiaux. Un officier de marine maître de Kendo le défie au combat. Ueshiba accepte et gagne ce combat sans vraiment se battre. Il n’utilise pas son sabre mais évite ou dévie chacun des coups de l’officier car il est capable de visualiser la trajectoire de ces coups avant que l’officier ne les porte. Après le combat, Ueshiba, épuisé, se retire dans son jardin pour aller se rafraîchir près du puits. Il a alors un sentiment de grande paix et de grande sérénité. Il lui paraît soudain qu’il baigne dans une lumière dorée descendue du ciel. Son corps et son esprit deviennent de l’or. Cette expérience intense et unique fut sa révélation personnelle, son satori.
« Soudain, il me sembla que le ciel descendait. De la terre, surgit comme une fontaine d’énergie dorée. Cette chaude énergie m’encercla, et mon corps et mon esprit devinrent très légers et très clairs. Je pouvais même comprendre le chant des petits oiseaux autour de moi. À cet instant, je pouvais comprendre que le travail de toute ma vie dans le Budō était réellement fondé sur l’amour divin et sur les lois de la création. Je ne pus retenir mes larmes, et pleurai sans retenue. Depuis ce jour, j’ai su que cette grande Terre elle-même était ma maison et mon foyer. Le soleil, la lune et les étoiles m’appartiennent. Depuis ce jour, je n’ai plus jamais ressenti aucun attachement envers la propriété et les possessions. » 
Certains auteurs avancent que Ueshiba aurait étudié un art martial chinois interne, le bagua zhang (ou Pakua chang) lors de son périple dans ce pays et s’en serait inspiré pour le développement ultérieur de sa discipline. Cette théorie a cependant été infirmée par la plupart des spécialistes de l’histoire de l’aïkido, ainsi que par plusieurs enseignants de bagua zhang.
À la suite de cette expérience mystique, Ueshiba reprend son entraînement, développant son art, le Ueshiba aïki jujutsu, qu’il renomma aïkibudo en 1930, puis kobu budo. Sa réputation s’étend à travers tout le Japon.
Le premier dojo fondé par Maître Ueshiba en 1927 (1931 selon Saito sensei et S.A. Pranin) est le kobukan, grâce à une collecte de fonds organisée par l'amiral Isamu Takeshita et d'autres. Il se nomme maintenant l'Aikikai Hombu Dōjō, et se trouve toujours à Tōkyō dans le quartier de Shinjuku. Il y enseignait la majeure partie du curriculum du daitō ryū jūjutsu tel que lui avait transmis Sōkaku Takeda.
De grands maîtres d’art martiaux viennent le voir pour le défier. Jigorō Kanō, le fondateur du judo, envoie ses meilleurs élèves, dont Minoru Mochizuki, étudier son art martial. Il est invité à faire de nombreuses démonstrations dans tout le Japon, et entre autres, devant la famille impériale. Contrairement aux idées reçues, O senseï avant la guerre était tout sauf un pacifiste. Ainsi, il fut enseignant pendant 10 ans à la Kempeïtaï, police politique surnommée par certains historiens comme la « Gestapo » japonaise, mais il donnait aussi des cours à l’École navale, à l’École d’espionnage de Nakano ou dans la famille impériale, sans compter l’encadrement de la milice privée de l’Ōmoto-kyō dès 1932, la Dainihon budo senyo kaï,. Il était donc proche des milieux d’extrême-droite de l’époque et de la frange ultra-nationaliste de l’armée avec des personnages comme Okawa Shumei, Inoue Nissho et Tachibana Kzaburo. La lecture d’un livre écrit par Morihei lui-même en 1933 Budo Renshu est particulièrement révélatrice de son état d’esprit à cette époque. On peut y lire : « frappez son coup vers le bas. Dans l’enseignement chinois, la mort signifie la fin de l’être humain. Au Japon, en revanche, on pense que la mort ne signifie pas l’arrêt de l’être : de plus (après la mort) c’est florissant. Vous devez décider de réaliser votre première intention. Particulièrement les gens qui pratiquent le budo doivent bien comprendre le principe qu’après la mort, la vie continue. » En 1935 ce sont ses soutiens dans la police et dans l’armée qui évitent à Moriheï la répression de l'Ōmoto-kyō.
Au printemps 1933, Morihei Ueshiba se rend à Osaka à la demande d’Ishii Mitsujiro, un politicien et employé haut placé du journal Asahi Shinbun, qui veut que celui-ci entraîne le service d’ordre du journal afin de faire face aux attaques de groupes d’extrême droite. Le terme aïkido n’existe pas encore et bien que Morihei ait déjà entamé la mutation de son art dans son enseignement à Tokyo, c'est du pur daitōryū aikijūjutsu qu’il enseigne à ses élèves d’Osaka sous le nom d’« Asahi-ryu » (l’école Asahi). Les élèves notables de l’époque sont Hisa Takuma (directeur du groupe), Heizaburo Nakatsu (6e dan du Kodokan), Yoshiteru Yoshimura et Kuniyoshi Kawazoe. Sokaku Takeda fait une visite surprise au Asahi dojo en 1936 mais apprenant cela, Morihei rentre directement sur Tokyo sans rencontrer son ancien professeur. Sokaku reprend donc de facto les rênes du club, tout en remarquant que Morihei avait convenablement enseigné les techniques de base du daitōryū à ses élèves. Il faut noter que la célèbre vidéo de démonstration de Morihei Ueshiba datant de 1935 a été filmée au journal Asahi à Osaka. Cependant, les ukés sur la vidéo sont des élèves tokyoïtes de Morihei (dont Rinjiro Shirata) et les techniques démontrées arborent déjà de grandes différences avec celles du daitōryū.
En 1941, c’est l’année de consécration pour Ueshiba qui est invité à montrer son art à l’Empereur en personne en démonstration spéciale au Saineikan dojo, dans les sous-sols du palais impérial. Cela s’explique par ses liens avec l’amiral Takeshita, alors au poste de grand chambellan. Mais Ueshiba refuse tout d’abord « je ne puis montrer des techniques fausses à l’empereur. Fondamentalement en aïki-jujutsu, l’adversaire est tué d’un simple coup. Il est faux si l’attaquant est projeté, se relève facilement, pour attaquer encore. [D’autre part], je ne puis démontrer en tuant mes étudiants. »
Mais quand Takeshita rapporte ses propos à l’Empereur, celui-ci répond : « Je me moque si c’est un mensonge. Montrez-moi le mensonge ! » Mais le jour de la représentation seul le prince Mikasa, un jeune frère de l’Empereur, le prince Takamatsu et le prince Chichibu étaient présents. Ueshiba était malade à cette occasion et lorsque son uke, Yukawa, l’attaque faiblement en raison de son état de santé, il est projeté si durement que cela lui casse le bras[réf. obsolète].
Cependant l’année 1941 marque aussi une rupture : celle de Morihei Ueshiba avec les autorités de l’époque. Gozo Shioda dit : « en 1941, quand Ueshiba senseï a donné sa dernière démonstration à Hibiya Kokaido, il a dit " Ma formation technique prend fin aujourd’hui. Dorénavant je me consacrerai à servir les kami (les dieux) et à former mon esprit. " ».
Fin 1941 : le Japon entre dans la Seconde Guerre mondiale en attaquant, le 7 décembre 1941, la base navale américaine de Pearl Harbor à Hawaï (annoncé par un message, Niitaka Yama Noborre "Gravissez le mont Niitaka"). La plupart des uchi-deshis sont mobilisés. Les effectifs baissent. Seuls des officiers, des cadres, des stagiaires des services de la propagande et de l’Institut de recherche économique, des fonctionnaires du Bureau impérial et des personnalités comme le Premier ministre K. Fumimaro continuent à pratiquer. En outre quelques dojos au sein des écoles d’état-major et diverses associations d’anciens combattants sont encore ouverts.
Âgé de 59 ans, Morihei Ueshiba est invité avec la délégation japonaise de promotion du budo pour le 10e anniversaire de l’empire Mandchoukouo, le 18 février 1942. Ce n’est pas la première fois qu’il s’y rend. Il effectue sa démonstration en présence même de l’Empereur de ce territoire, Pu’Yi. La province du Mandchoukouo est en réalité un État-satellite contrôlé par le Japon depuis que ce dernier a envahi la Chine le 18 février 1932. Le pays est alors utilisé comme base de départ pour les invasions de ses voisins, et des Chinois y sont déportés en grand nombre comme travailleurs forcés. Il sera dissous à la défaite en 1945.
Puis cette même année 1942, Ueshiba part à Iwama dans la préfecture d’Ibaraki. Les raisons évoquées sont variables : problèmes de santé, opposition à la guerre selon John Stevens, souhait de parfaire son art selon Philippe Voarino, volonté de préserver son art des bombardements (opération Doolittle d’avril 1942) ou enfin inspiration divine selon le fondateur lui-même. Selon son propre fils c'est la volonté de l’organisation gouvernementale Dai Nippon ButokuKai de regrouper tous les arts martiaux japonais en son sein qui l’irrite profondément.
« L’ordre qui lui fut donné de rejoindre l’Association des Arts Martiaux du Grand Japon pour participer à l’effort de guerre fut la goutte d’eau qui fit déborder le vase. (…) Il désapprouvait de réunir toutes les formes de budô sous une juridiction gouvernementale : pour lui cette directive avait peu de choses à voir avec l’amour du pays. Enfin, cette nouvelle organisation imposait de plus en plus de paperasserie et la participation à de multiples réunions, deux choses incompatibles avec son aspiration à poursuivre sa quête du budô. »
Il délègue alors Minoru Hirai pour le représenter et c'est lui qui dépose l’appellation d’« aïkido » suggéré pour l’organisation afin de bien distinguer cet art des autres jutsu.
« Il a été question dans le Butokukai (association fondée en 1895 dans le but de promouvoir les arts martiaux traditionnels et de cultiver les vertus guerrières. (…) Pendant la Seconde Guerre mondiale, elle passa sous le contrôle du gouvernement, puis après la guerre, elle a été dissoute par ordre de l’armée d’occupation) sur le choix d’un nom pour cette nouvelle section. Cela a été discuté à plusieurs reprises lors des réunions du conseil d’administration, et en particulier dans les sections de judo et de kendo. Nous avons dû tenir compte de tous les différents arts individuels qui étaient regroupés et nous avons essayé de trouver un nom permettant de les englober. Il a été décidé de choisir un nom « inoffensif » pour éviter les futures tensions entre les différents arts martiaux.
M. Hisatomi a fait valoir sa proposition énergiquement et a expliqué que l’« aïkido » serait un meilleur nom que l’aïkibudo pour cette nouvelle section, parce que ce serait mieux d’insister sur l’idée de Voie. Il a proposé que le nom « aïkido » soit utilisé comme terme pour désigner un budo « tout compris » et j’étais d’accord avec lui.
En d’autres termes, la notion « aïkido » était un couvre–tout qui pourrait inclure d’autres choses aussi. L’idée de M. Hisatomi était de sélectionner volontairement un nom qui ne serait pas opposé au kendo ou d’autres arts martiaux, mais plutôt un terme inoffensif permettant de regrouper toutes les écoles de Yawara. En fin de compte, personne ne s’est opposé à cette proposition... »[réf. obsolète]
Moriheï Ueshiba entérine cette décision et se retire donc à la campagne où il réalise son rêve de toujours, selon Kisshomaru, celui d’unir le budo et le travail de la terre. Il fait ériger un sanctuaire pour l’aïkido : l’Aiki Jinja, aujourd’hui classé monument historique.
En 1945, c'est l’année terrible pour tous les Japonais. Après les bombardements atomiques d’Hiroshima et Nagasaki, le Japon capitule. L’allocution de l’Empereur provoque l’effroi de la population, la société entière s’effondre. Le traumatisme est profond. « Percevant l’ébranlement des valeurs morales chez les jeunes gens et qu’à l’ultranationalisme succédait le doute et le désespoir, le Sage décida de prodiguer son Art à ses contemporains désorientés ».
En 1948, les Américains, qui ont interdit toutes les pratiques martiales au Japon, autorisent la reprise de l’enseignement de l’aïkido pour son caractère de paix et de recherche de vérité. L’Aïkikaï Foundation est officiellement ouvert le 9 février, dirigé par Kisshomaru Ueshiba, le troisième fils de Morihei. Son dojo central (Hombu Dojo en japonais) est l'Aikikai Hombu Dojo, le premier dojo fondé par Morihei Ueshiba, situé à Tokyo.
Morihei Ueshiba lui-même situe autour de 1950 cette conversion de l’aïkido en art de paix.
«Comme j’ai moi-même enseigné à des soldats des arts martiaux pour tuer d’autres personnes pendant la dernière guerre, j’ai été profondément troublé après la fin du conflit. Ce qui m’a motivé il y a sept ans à découvrir le vrai esprit de l’aïkido, ce qui m’a emmené à ce moment-là à l’idée de construire un paradis sur terre. J’ai pris cette résolution car malgré le fait que le ciel et la terre ·(c'est-à-dire l’univers physique) ont atteint un état de perfection et sont relativement stables dans leur évolution, l’humanité (en particulier le peuple japonais) semble être dans un état agité. Avant tout nous devons changer cette situation. La réalisation de cette mission est la voie de l’évolution de l’humanité universelle. Quand j’ai réalisé cela, j’ai conclu que le vrai état de l’aïkido est amour et harmonie. Donc le «bu» (martial) dans l’aïkido est l’expression de l’amour. J’ai étudié l’aïkido pour servir mon pays. Donc, l’esprit de l’aïkido ne peut être qu’amour et harmonie.»[réf. obsolète]
Le développement de l’aïkido à travers le monde s’amorce alors, favorisé par l’esprit d’ouverture de la discipline et de nombreux contacts d’élèves à l’étranger. Koichi Tohei, 9e dan et pratiquant de la première heure, est envoyé aux États-Unis pour enseigner l’aïkido. De nombreux maîtres le suivront dans différents pays. En France se succèdent Minoru Mochizuki (mais envoyé par le Kodokan, l’école de judo de Jigorō Kanō) qui à la fin de ses représentations de judo montre un peu d’aïkibudo, puis Tadashi Abe délégué officiel de l’aïkikaï pendant 8 ans (1952-1960), qui codifie les premières séries, suivi de Nakazano Noro. En 1962 , maître Ueshiba confère à André Nocquet 8ème dan, le titre de représentant général de l’Aïkikai en France. Celui-ci œuvrera au développement de la pratique de l'aïkido en France en collaboration avec Nobuyoshi Tamura. À partir des années 70, Nobuyoshi Tamura, 8ème dan, délégué technique national pour la France, œuvrera, conformément au souhait du fondateur, au développement de l'Aïkido en France (au sein de la FFAB) puis en Europe (création d'une fédération indépendante, formation de cadres et hauts gradés).
D'autres élèves du fondateur poursuivent leur chemin de manière autonome, ainsi, après 14 ans d’enseignement comme disciple privilégié du maître, Shoji Nishio fonde sa propre école d’aiki toho iaido.
Ueshiba acquiert le titre de O senseï (« grand maître », maître dans le sens « professeur ») et continue à perfectionner l’aïkido à Iwama.
Dès le début des années 1960, O senseï retourne vivre à Tokyo au dojo central. Là, il enseigne et dirige de manière quasi-quotidienne le cours du matin à 7h. De plus, il n’est pas rare qu’O senseï enseigne sa méthode sous forme de démonstrations (avec un ou plusieurs uke) durant les cours de l’après-midi comme en témoignent ses élèves.
Il développe également l’ultime évolution de son art, transformant un art de guerre en art de paix par le Shobu Aiki.

### Fin de vie
En 1969, Ueshiba tombe malade. Il meurt le 26 avril 1969 à Tokyo (dans le quartier de Wakamatsucho) ou à Iwama, selon les sources, emporté par un cancer du foie foudroyant.« Son visage était vraiment beau comme le masque nô d’un vieil homme. Si on meurt du cancer, il y a habituellement beaucoup de souffrance et la douleur demeure sur le visage. Mais, ce n’était pas le cas avec O senseï. Il a gardé un visage divinement beau ». Deux mois plus tard, Hatsu, sa femme, meurt à son tour. Son fils Kishomaru Ueshiba prend sa suite.
Moriteru Ueshiba, petit-fils du fondateur, est l’actuel dōshu, ou « maître de la voie ». Il continue, avec l’aide des grands maîtres à travers le monde, à développer l’aïkido, et à diffuser l’esprit de Ueshiba Morihei dans son message de paix.

## Citations
- « Nul n'a besoin de maison, d'argent, de pouvoir ou de statut pour pratiquer l'Art de la Paix. Le ciel est juste à l'endroit où vous vous trouvez, et c'est la place à préserver[32]. »

- « Ceux qui ne possèdent rien ne sont possédés par rien[32]. »

- « Ceux qui pratiquent l'Art de la Paix se doivent de protéger le domaine de Mère Nature, le divin reflet de la création, et le conserver dans sa beauté et sa fraîcheur[33]. »

- « Il y a de nombreux chemins menant au sommet du mont Fuji, mais il n'y a qu'un seul sommet : l'amour[34]. »

- « L'économie est la base de la société. Lorsque l'économie est stable, la société se développe. L'économie idéale combine le spirituel et le matériel, et la façon la plus aisée de commercer réside dans la sincérité et l'amour[35]. »

- « Toujours pratiquer l'Art de la Paix d'une manière vibrante et joyeuse[36]. »

- Ueshiba était aussi très sensible à la pollution. En 1961, alors qu'il séjournait à Hawaï [...] il dit aux étudiants : " Les produits chimiques que l'on répand dans les champs d'ananas sont en train de détruire votre environnement. Tâchez d'inciter les exploitants à arrêter[37]" . »

## Liste (partielle) d’élèves ayant vécu aux côtés de Morihei Ueshiba (ushi-deshi)
- Nobuyuki Watanabe
- Shoji Nishio (1927 - 2005) - fondateur de l’aiki toho iaido
- Tadashi Abe
- Kazuo Chiba - un des derniers deshi
- Terry Dobson (en)
- Gaku Homma - fondateur du nippon kan kancho, l’un des derniers ushideshi
- Mitsunari Kanai
- Shuji Maruyama
- Minoru Mochizuki - fondateur de l’aïkido jujutsu
- Hiroo Mochizuki - fils de Minoru Mochizuki et fondateur du Yoseikan Budo
- Mutsuro Nakazono
- André Nocquet - fondateur du GHAAN au sein de la Fédération française d'aïkido et de budo (FFAB)
- Masamichi Noro - fondateur du kinomichi.
- Morihiro Saito - Iwama Ryu
- Mitsugi Saotome
- Gozo Shioda - fondateur de l'Aikido Yoshinkan
- Seiichi Sugano
- Kanshū Sunadomari
- Nobuyoshi Tamura - président de la Fédération française d'aïkido et de budo -FFAB
- Koichi Tohei - fondateur du ki aikido, Ki Society
- Kenji Tomiki - un des premiers étudiants d’Ueshiba & fondateur de l'aikido Shodokan (Tomiki  Aikido)
- Yoshimitsu Yamada
- Michio Hikitsuchi
- Kenji Shimizu - fondateur de l’aikidō tendoryu connue pour être son dernier uchideshi
- Hirokazu Kobayashi - kokusai aikido kenshukai kobayashi hirokazu ha[pas clair]
- Itsuo Tsuda - soto deshi [pas clair]

## Tableau des élèves de Morihei Ueshiba par génération
| Première génération avant guerre sino-japonaise 1921–1935 | Deuxième génération guerre sino-japonaise & Deuxième Guerre mondiale 1936–1945 | Troisième génération après Deuxième Guerre mondiale 1946–1955 | Quatrième génération 1956–1969 |
| --- | --- | --- | --- |
| - Zenzaburo Akazawa (1920–2007), depuis 1933 - Masahiro Hashimoto (né 1910), depuis 1931 - Takuma Hisa (1895–1980), depuis 1934 - Yasuhiro Konishi (1893–1983) - Noriaki Inoue (1902–1994), depuis environ 1921, neveu de Morihei Ueshiba - Ikkusai Iwata (1909–2003), depuis 1930, 8e dan aïkikaï - Hisao Kamada (1911–1986), depuis 1929 - Minoru Mochizuki (1907–2003), depuis 1930, 8e dan (reçu de l’International Martial Arts Federation) - Aritoshi Murashige (1895–1964), depuis 1931 - Gozo Shioda (1915–1994), depuis 1932, fondateur du yoshinkan aikido - Rinjiro Shirata (1912–1993), depuis 1933, 8e dan - Yoshio Sugino (1904–1998), depuis 1934, 10e dan IMAF, 10e dan katori shinto-ryu - Isamu Takeshita (1869–1949), depuis 1925 - Kenji Tomiki (1900–1979), depuis 1926, premier 8e dan décerné en aïkido, en 1942, fondateur du shodokan aikido. - Shigemi Yonekawa (1910–2005), depuis 1933 - Tsutomu Yukawa (1911–1942), depuis 1931 | - Tadashi Abe (1926–1984), depuis 1942, 6e dan - Minoru Hirai (1903–1998), depuis 1939, fondateur du style korindo. - Kisaburo Osawa (1911–1991), depuis 1941, 8e dan - Kanshū Sunadomari (1923-2010), depuis 1942, 8e dan - Bansen Tanaka (1912–1988), depuis 1936, 8e dan - Saburo Tenryū (1903–1989), depuis 1939, fut un célèbre lutteur de sumo - Koichi Tohei (1920-2011), depuis 1939, seul 8e dan décerné par Ueshiba et approuvé par l’aïkikaï, fondateur de la Ki Society et de son style shin shin toitsu aikido - Michio Hikitsuchi (1923–2004), depuis 1937, 8e dan (décerné oralement par Ueshiba), créa le shingu kumano juku en 1951 (il était 7e dan) | - Seiseki Abe (1915-2011), depuis 1952, 8e dan - Sadateru Arikawa (1930–2003), depuis 1947, 9e dan - Katsuaki Asai (né 1942), depuis 1955, 8e dan - Hiroshi Kato (1935-2012), depuis 1954, 8e dan - Yasuo Kobayashi (né 1936), depuis 1954, 8e dan - Reishin Kawai (1931–2010), depuis 1952, 8e dan - Yoshio Kuroiwa (1932–2010), depuis 1954, 6e dan - Koretoshi Maruyama (né 1936), depuis 1954, 6e dan, fondateur de l’aïkido yuishinkaï - Mutsuro Nakazono (1918–1994), 7e dan - Shoji Nishio (1927–2005), depuis 1951, 8e dan, fondateur de l’aiki toho iaido - André Nocquet (1914–1999), depuis 1955, 8e dan, premier uchideshi européen, fondateur du GHAAN au sein de la FFAB - Masamichi Noro (1935-2013), depuis 1955, 6e dan, fondateur du kinomichi - Morihiro Saito (1928–2002), depuis 1946, 8e dan, fondateur du style iwama ryu - Hiroshi Tada (né 1929), depuis 1945, 8e dan - Nobuyoshi Tamura (1933–2010), depuis 1953, 8e dan - Seigo Yamaguchi (1924–1996), depuis 1951, 8e dan | - Nobuyuki Watanabe (né 1930), depuis 1958, 8e dan - Kazuo Chiba (1940-2015), depuis 1958, 8e dan - Yasunari Kitaura (né 1937), depuis 1959, 8e dan, fondateur de l’Asociación Cultural de Aikido en España (ACAE) - Terry Dobson (1938–1992), depuis 1960, 5e dan - Seishiro Endo (né 1942), depuis 1964, 8e dan - Robert Frager (né 1940), depuis 1964, 7e dan - Gaku Homma (né 1950), fondateur du Nippon kan il fut le dernier uchideshi qu’Ueshiba forma avant de décéder. - Norihiko Ichihashi (1940–2001), depuis 1960, 8e dan - Shizuo Imaizumi (né 1938), depuis 1959, 7e dan - Mitsunari Kanai (1939–2004), depuis 1959, 8e dan - Yutaka Kurita (né 1940), depuis 1959, 6e dan - Shuji Maruyama (né 1940), depuis 1959, 6e dan, fondateur du kokikai - Seijuro Masuda (né 1936), depuis 1962, 8e dan - Robert Nadeau (né 1937), depuis 1962, 7e dan - Alan Ruddock (1944 - 2012), depuis 1966, 6e dan - Henry Kono, depuis 1964 - Kenji Shimizu (né 1940), depuis 1963, 8e dan, fondateur de l’aikidō tendoryu - Jean Gabriel Greslé, (né en 1932), élève de Morihei Ueshiba d’avril 1965 à février 1969. Fondateur de l’École d’Aïkido de la Marsange. - Roy Suenaka (né 1940), depuis 1961, 8e dan, fondateur du Wadokai Aikido - Seiichi Sugano (1939–2010), depuis 1959, 8e dan - Morito Suganuma (né 1942), depuis 1964, 8e dan - Akira Tohei (1929–1999), depuis 1956, 8e dan - Takeji Tomita (né 1942), depuis 1961, 7e dan - Yoshimitsu Yamada (né 1938), depuis 1956, 8e dan - Hirokazu Kobayashi (1929–1998), fondateur du style kokusai aikido kenshukai kobayashi hirokazu ha - Toshiro Suga (né 1950), de 1968 à 1969, 7e dan aikikai - Toshinobu Suzuki (1918-2009), depuis 1958, fondateur du style Takemusu Aikido Kai. |